# Litígio de limites entre Ceará e Piauí
O litígio de terras entre Ceará e Piauí compreende um território de aproximadamente 3.000 quilômetros quadrados, localizado na Serra da Ibiapaba, nos limites entre os estados brasileiros do Ceará e do Piauí. As regiões reivindicadas passaram a ser popularmente conhecidas como Cerapió, Piocerá e Faixa de Gaza do Nordeste.

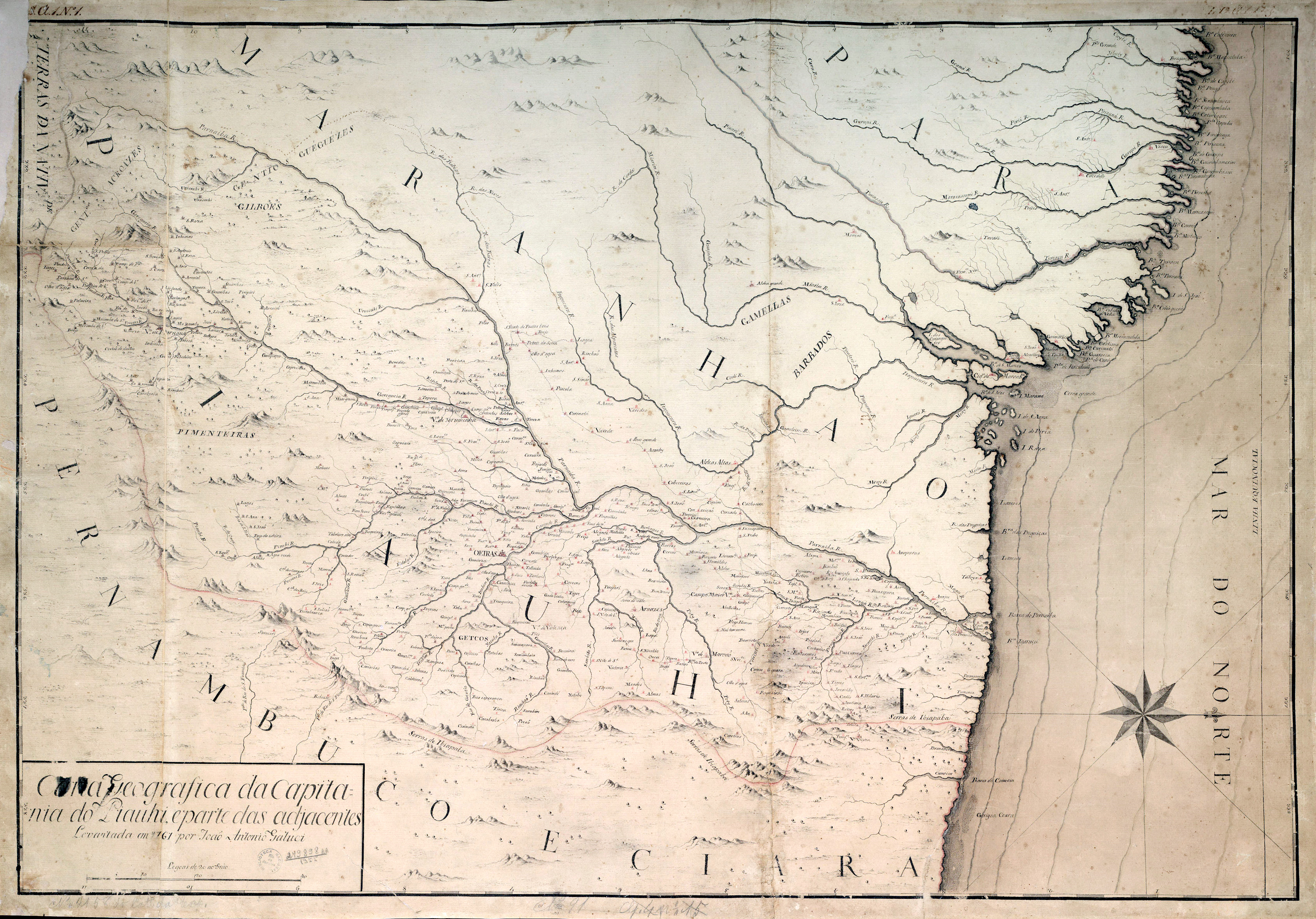
Mapa do Piauí em 1761, mostrando o litoral piauiense para além do rio Timonha

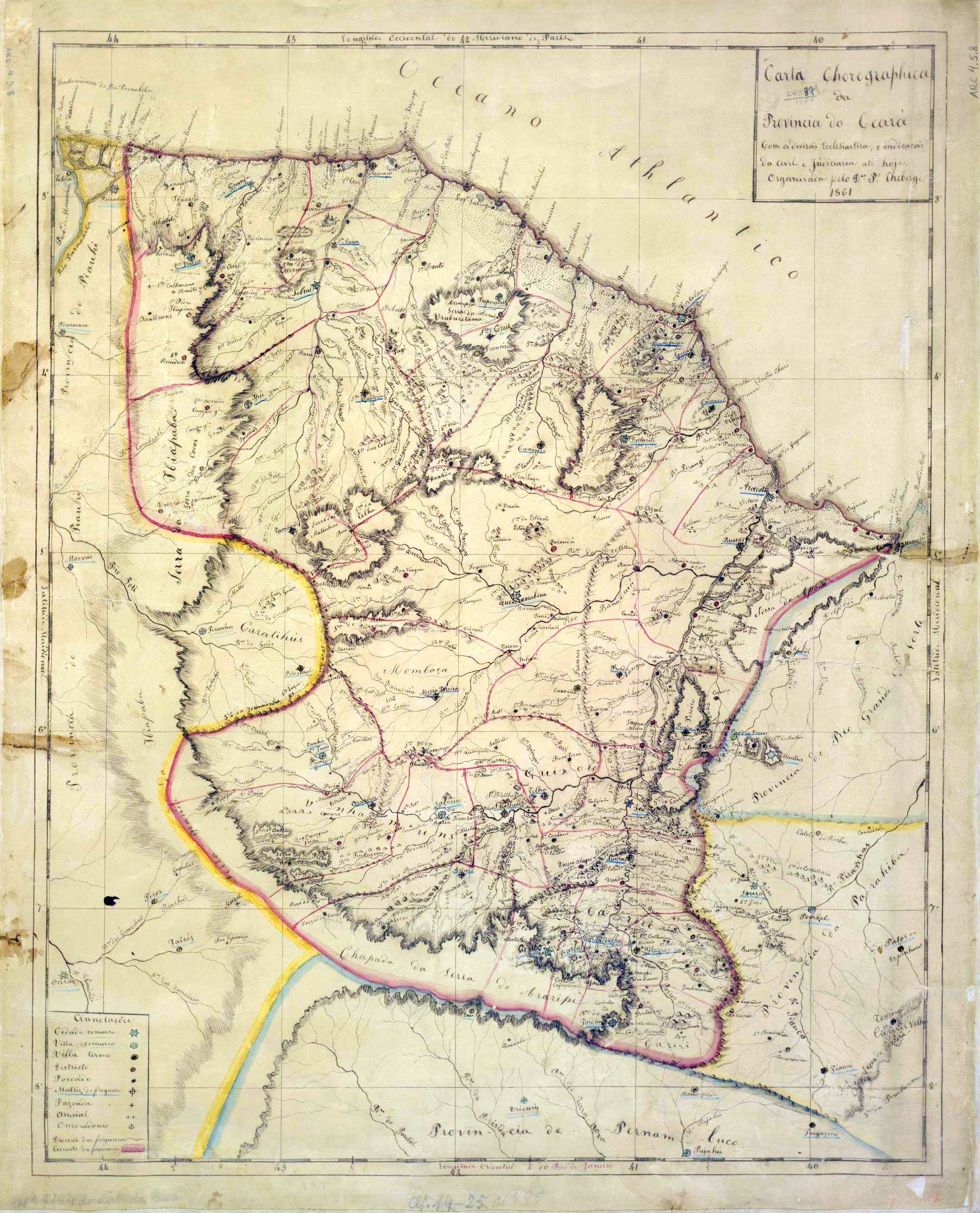
Mapa do Ceará em 1861, mostrando Amarração em território cearense e Príncipe Imperial no Piauí. A serra da Ibiapaba encontra-se em território cearense.

## Origem e primeiras ações
As disputas territoriais entre Ceará e Piauí possuem raízes históricas que remontam ao período colonial, envolvendo divergências sobre os limites administrativos e o domínio de áreas estratégicas situadas na região da Serra da Ibiapaba.
Segundo a narrativa do Ceará, os conflitos territoriais surgiram há mais de 300 anos, quando o Piauí, vinculado ao então Estado do Maranhão, reivindicou a Missão da Ibiapaba, habitada por indígenas da nação Tabajara, que estavam sob jurisdição da capitania do Ceará, vinculada ao então Estado do Brasil. Em 1721, uma Carta Régia do Rei D. João V determinou que toda a Serra da Ibiapaba permanecesse como parte da capitania do Ceará, considerando o sentimento de pertencimento dos Tabajaras.
Posteriormente, a província do Piauí passou a reivindicar a freguesia de Amarração, até então administrada pela província do Ceará, alegando a necessidade de construir um porto para contribuir com o desenvolvimento econômico da província do Piauí. Em 1880, foi promulgado o Decreto Imperial nº 3.012, que formalizou somente a troca de dois territórios entre as províncias: a freguesia de Amarração (atuais Luís Correia e Cajueiro da Praia) foi cedida ao Piauí, enquanto a Comarca de Príncipe Imperial (atuais Crateús e Independência) foi anexada para o Ceará.
Segundo a narrativa do Piauí, o litígio tem origem no governo colonial de Manuel Inácio de Sampaio e Pina Freire, do Ceará (1812–1820), quando o engenheiro Silva Paulet apresentou um mapa da província que mostrava o limite oeste do litoral até a foz do rio Igaraçu. Dessa forma, a localidade litorânea piauiense de Amarração faria parte do território do Ceará. Posteriormente, o povoado de pescadores piauienses foi ocupado pela expedição do cearense Andrade Pessoa, com a alegação  de proteger os moradores de uma possível batalha com as tropas do Major João José da Cunha Fidié que estava na região combatendo as revoltas, por ocasião das lutas pela independência do Brasil que culminou na Batalha do Jenipapo. Porém, a expedição de Andrade Pessoa não retornou para o Ceará, com essa ocupação resultando em muitos protestos por parte dos políticos do Piauí, com apoio até mesmo de políticos de Sergipe, que alegavam que as terras ocupadas pela expedição cearense eram piauienses, já no ano de 1832. No ano de 1835, a Assembleia Legislativa do Piauí alertou o Governo Imperial sobre a invasão. Entretanto, os protestos piauienses não foram atendidos.

## Primeira tentativa de solução
Conforme a narrativa do Piauí, com o desenvolvimento da localidade de Amarração, o povoado foi apadrinhado pela província do Ceará, que o converteu em uma freguesia em 1865, lhe dando o nome de Nossa Senhora da Amarração. Durante o século XIX a localidade teve assistência da cidade cearense vizinha, Granja, até que em 1874 os parlamentares estaduais cearenses decidiram elevar a localidade à categoria de vila. Tal atitude chamou a atenção dos políticos do Piauí que reivindicaram o território. A solução para o impasse ocorreu com o Decreto Geral nº 3.012, de 22 de outubro de 1880, determinando que haveria uma troca, na qual o Piauí ficaria com a posse da freguesia da Amarração — com os limites estabelecidos pela Lei provincial do Ceará nº 1.360, de 5 de novembro de 1870 — e o Ceará incorporaria a região que abrangia as vilas piauienses de Príncipe Imperial (atual Crateús) e de Independência. 
Segundo interpretação do Estado do Piauí, o Decreto Imperial nº 3.012 de 1880 delimitou toda a divisa entre as duas províncias como sendo a Serra da Ibiapaba, com o Piauí ficando com todas as vertentes ocidentais da referida serra e o Ceará, com as vertentes orientais.
Por sua vez, segundo a narrativa do Ceará, vários documentos históricos mostram que a divisa entre o Ceará e o Piauí, antes do Decreto Imperial n0. 3.012 de 1880, era o rio Igarassu. Por exemplo, o “Mapa da Costa do Brazil” assinala os rios e as barras das capitanias do Ceará, Piauí e Maranhão. A divisa do Ceará com o Piauí referia-se naquele período ao rio Igarassu, estando a localidade de Amarração em território cearense. Outro mapa com esta informação, a divisa sendo o rio Igarassu e Amarração pertencendo ao Ceará, corresponde ao Mapa do Piauí de 1809, que corrigiu o Mapa de Galúcio de 1761.
Além disso, as sesmarias da margem oriental do rio Igaraçu (braço do rio Parnaíba) eram registradas em livros próprios da Capitania do Ceará. Outro documento determinante corresponde ao Censo Demográfico de 1872 (primeiro do Brasil) que recenseou a população de Amarração para o Ceará, segundo a posse e administração histórica daquele território.
Segundo interpretação do Estado do Ceará, o Decreto Imperial nº 3.012 de 1880 delimitou somente as duas áreas trocadas, ou seja, a freguesia de Amarração para o Piauí e a comarca de Príncipe Imperial (atual Crateús) e de Independência para o Ceará, permanecendo toda a Serra da Ibiapaba em território cearense em conformidade com a Carta Régia de 1721.

## Segunda tentativa de solução
Em 1920, uma comissão especial foi formada para um convênio arbitral, que tinha como objetivo resolver o litígio fronteiriço entre os dois estados. Para a mesma, ficou como encarregado o Presidente do Estado de São Paulo, Washington Luís Pereira de Sousa. O mesmo deveria, juntamente com engenheiros, apresentar uma planta topográfica com um traçado representando os limites entre os estados até o final daquele ano. Para isso, os delegados do Piauí e do Ceará precisaram aceitar uma proposta, sendo escolhida a do Geógrafo cearense Tomás Pompeu de Sousa Brasil, presente no seu livro O Ceará no começo do Século XX, de 1909, definindo os seguintes termos: 
A oeste pelo Piauhy por uma linha que, partindo da Barra do Timonha, situada a 2° 54' 46 de latitude meridional e 2° 8' 7 de longitude oriental do Rio de Janeiro, segue pelo Rio São João da Praia acima até a barra do Riacho, que vai para Santa Rosa e dahi em rumo direto á Serra de Santa Rita até o pico da Serra Cocal, termo do Piauhy, continuando pela Serra Grande ou da Ibiapaba até a dos Cariris Novos, onde o solo deprime-se para, com o nome de Serra do Araripe. 
Destaca-se que o Convênio Arbitral determinava que a linha divisória a ser traçada no citado trecho da Serra da Ibiapaba, compreendido entre o pico da Serra Cocal e o boqueirão do rio Poty correria pelo divisor de águas da serra Grande ou de Ibiapaba, ficando, porém, entendido que, mesmo contra a linha de divisão das águas, prevaleceria sempre a posse de jurisdição de fato estabelecidas por qualquer dos dois Estados, as cidades, vilas e povoações até a data da citada lei nº 3.012. Porém, a proposta não foi apresentada e o caso não foi resolvido. 

## Judicialização
Em mais um episódio da questão fronteiriça entre o Piauí e o Ceará, o governo do Piauí ingressou com uma Ação Cível Originária (ACO) em agosto de 2011 junto ao Supremo Tribunal Federal (STF) requerendo a posse de um território de cerca de 2.821 km². Ressalta-se que este território atualmente é administrado parte pelo Estado do Piauí e parte pelo Estado do Ceará..
Os municípios cearenses envolvidos na questão são: Granja, Viçosa do Ceará, Tianguá, Ubajara, Ibiapina, São Benedito, Carnaubal, Guaraciaba do Norte, Croatá, Ipueiras, Poranga, Ipaporanga e Crateús. Já no lado piauiense, os municípios afetados incluem: Luís Correia, Cocal, Cocal dos Alves, Piracuruca, São João da Fronteira, Pedro II, Buriti dos Montes, Domingos Mourão e São Miguel do Tapuio.
Com a judicialização da disputa no Supremo Tribunal Federal (STF), iniciou-se um processo de tentativa de conciliação entre as partes envolvidas. Nesse contexto, para atender à solicitação da Câmara de Conciliação e Arbitragem da Administração Federal (CCAF), vinculada à Advocacia Geral da União (AGU), o Instituto Brasileiro de Geografia e Estatística (IBGE) coordenou, em 2012, um estudo técnico com o propósito de desenvolver e consolidar uma metodologia conjunta entre os dois estados. O objetivo era viabilizar o reconhecimento e a identificação do traçado da divisa entre Piauí e Ceará.
Para a realização do estudo, os dois Estados concordaram em selecionar uma área piloto compreendida entre os municípios de Poranga, no Ceará, e Pedro II, no Piauí, abrangendo uma extensão aproximada de 30 quilômetros. O trabalho foi conduzido pelo IBGE, com acompanhamento técnico de representantes de ambos os Estados.
Com base na análise documental e histórica, nos aspectos geográficos, culturais e sociais, bem como nas observações de campo, o IBGE consolidou uma metodologia e formulou uma proposta para a linha divisória entre Pedro II/PI e Poranga/CE. O estudo recomendou que a delimitação fosse estabelecida por consenso entre os estados, adotando uma combinação entre a linha sinuosa do divisor de águas, dados de levantamentos fundiários e a localização de marcos de pedra existentes na área, priorizando os limites da posse tradicional como referência consolidada.
Apesar de ter participado da definição da metodologia empregada no estudo, o Estado do Piauí rejeitou os resultados apresentados pelo IBGE. Diante da ausência de acordo, a mediação conduzida pela Câmara de Conciliação e Arbitragem da Administração Federal foi encerrada, e o litígio seguiu seu trâmite no STF por meio da Ação Cível Originária (ACO) nº 1.831/2011.

### Estudos do Exército
No ano de 2016 o ministro do STF, Dias Toffoli, designou que o Exército Brasileiro realizasse a perícia técnica para delimitação da divisa. Naquele ano, essa instituição fez um relatório técnico inicial considerando somente aspectos geográficos. Já no ano de 2023, o Exército informou que o referido relatório do ano de 2016 deveria ser considerado somente para fins orçamentários, sendo que a metodologia da Perícia envolve quatro fases: Planejamento; Imageamento e coleta de dados; Análise de dados históricos e Geração de produtos periciais.
Em junho de 2024, foi divulgado o laudo final da perícia conduzida pelo Exército Brasileiro sobre o litígio territorial entre os estados do Piauí e Ceará. O laudo pericial, após a análise de dezenas de mapas históricos, foi categórico em afirmar que, na quase integralidade desses documentos, a divisa não decorre do divisor de águas mas da porção oeste da Serra da Ibiapaba. Especificamente, o perito concluiu em relação aos mapas históricos que “a representação da Serra da Ibiapaba, de seus elementos constituintes e circundantes, foi aprimorada ao longo do tempo por meio da utilização de novas tecnologias que surgiram com o passar dos anos. Contudo, devido a simplificações inerentes à escala, à representação iconográfica da Serra da Ibiapaba, à variação da posição relativa de feições, à variação da orientação e/ou forma de rios em relação à divisa e, à ausência da representação de algumas serras, morros e localidades, não há como definir uma linha exata entre os dois Estados. Porém, pode-se inferir que a linha de divisa representada na maior parte dos Mapas analisados não passa pelo divisor de águas e sim pela porção oeste da Serra da Ibiapaba” (citação entre aspas retirada da página 165 do laudo técnico).
O laudo pericial ainda analisa os documentos referentes ao Decreto Imperial nº 3.012/1880 e Convenção Arbitral de 1920 citados no processo judicial. Quanto ao Decreto Imperial, o relatório produzido pelo Exército Brasileiro, à luz do que consta dos Anais do Senado e da Câmara, ratifica que seu objeto era apenas a permuta dos territórios de Freguesia da Amarração (atual Luís Correia) e Príncipe Imperial (atual Crateús e Independência), e não a definição da divisa como um todo. O Exército destaca em seu relatório que “Conforme interpretação deste Perito, considerando o que foi apresentado acerca das tratativas na Câmara dos Deputados em relação à redação do decreto, verifica-se que a intenção dos deputados à época era de definir os limites somente nas áreas citadas e não em toda a extensão da Serra da Ibiapaba” – (citação entre aspas retirada da página 182 do laudo técnico).
Em relação à Convenção Arbitral, aponta o Exército que o documento não possui validade legal, não servindo para o uso na perícia. Expressamente, o Exército concluiu em relação ao Convênio Arbitral que: “Não foi possível localizar o laudo produzido pelo árbitro, Dr. Washington Luiz, definindo a linha de limite entre os Estados. Desta forma, entende-se que os trabalhos referentes ao convênio não tiveram prosseguimento e, por conseguinte, o mesmo não foi homologado nas Assembleias Legislativas dos Estados. Sendo assim, os trabalhos não tiveram validade legal, segundo as regras estabelecidas pela Conferência Interestadual de Limites de 1920” – (citação entre aspas retirada da página 182 do laudo técnico).
O documento, encaminhado ao Supremo Tribunal Federal (STF), apresentou cinco possibilidades para a definição da divisa entre os dois estados:
1. Possibilidade 01: Proposta com base em quesito do Piauí, adota o critério do divisor de águas para definir a divisa interestadual.
2. Possibilidade 02: Também formulada a partir de quesito do Piauí, propõe a divisão equitativa das áreas litigiosas entre os estados.
3. Possibilidade 03: Delimitada pelo lado leste ficando toda a área de litígio para o Piauí.
4. Possibilidade 04: Delimitada pelo lado oeste ficando toda a área de litígio para o Ceará.
5. Possibilidade 05: Baseada na delimitação censitária adotada pelo IBGE em 2022, considerando a ocupação humana das áreas litigiosas.

### Análise das Possibilidades[15]
Com relação à Possibilidade 01, o Exército concluiu que: “O uso do divisor da Serra da Ibiapaba como linha de divisa estadual entre os Estados, Possibilidade 01, mostra ser a que mais afeta a atual divisão territorial existente, abrangendo uma área maior que as três Áreas de Litígio e tendo consequências em diversas áreas públicas e particulares do Estado do Ceará. Além disso, não encontra suporte na documentação histórica analisada, sendo o resultado de uma diferente interpretação unilateral do Decreto Imperial nº 3012, de 22 de outubro de 1880. Destaca-se, também, que essa possibilidade não considera a ocupação territorial ocorrida no desenvolvimento político, econômico e social das Áreas de Litígio e Regiões Complementares” – (citação entre aspas retirada da página 310 do laudo técnico).
Quanto à Possibilidade 02, conforme o relatório do Exército, a proposição de divisa igualitária das áreas de litígio, também elaborada por solicitação do Piauí, igualmente não encontra amparo na documentação histórica analisada e na situação atual observada in loco. É um critério unicamente territorial, que, assim como a Possibilidade 1, não considera a ocupação humana nem o desenvolvimento político, econômico e social das áreas de litígio. Especificamente, o perito conclui que: “Não foram encontrados mapas ou documentos históricos que amparem essa representação. Também não foi possível localizar acidentes naturais que a suportem” – (citação entre aspas retirada da página 310 do laudo técnico).
A Possibilidade 03, parte da premissa de que o Estado do Piauí seria o único detentor de toda a área de litígio. Conforme o Exército, essa possibilidade não atende à documentação histórica analisada. Especificamente, o perito concluiu que: “Em termos históricos, essa possibilidade não atende o Decreto Imperial nº 3.012, de 22 de outubro de 1880, pois, no Artigo 2º do referido decreto, a divisa estadual deveria passar pelo Pico da Serra do Cocal, o que não se observa nessa Possibilidade” – (citação entre aspas retirada da página 293 do laudo técnico).
A Possibilidade 04, parte da premissa de que o Estado do Ceará seria o único detentor de toda a área de litígio. Conforme o Exército, essa possibilidade também não atende à documentação histórica analisada. Especificamente, o perito concluiu que: “Assim, como descrito na conclusão parcial da Possibilidade 03, em termos históricos, essa divisa, representada pela borda oeste das Áreas de Litígio, contrariaria o Decreto Imperial nº 3.012, de 22 de outubro de 1880” – (citação entre aspas retirada da página 298 do laudo técnico).
O Exército apresentou, por fim, a Possibilidade 05, elaborada a partir do critério da ocupação humana (IBGE). Essa possibilidade se baseia na linha de divisa estadual conforme a ocupação das áreas de litígio, representada pelo limite censitário apresentado na base vetorial 2022 do IBGE e pelos dados levantados em campo pela equipe de perícia do Exército.
O perito destaca que “Essa possibilidade também leva em consideração a interpretação do Decreto Imperial nº 3.012, de 22 de outubro de 1880, conforme apresentada no capítulo 5 – Análise de Documentos Históricos, item 5.2 – Decreto Imperial nº 3.012, de 22 de outubro de 1880, na qual os limites descritos no referido decreto tratariam somente das áreas de permuta, na região da Comarca do Príncipe Imperial e da Freguesia da Amarração, conforme demonstrado na Figura 140” – (citação entre aspas retirada da página 300 do laudo técnico).
Para o perito, “a utilização da linha adotada pelo IBGE como delimitação dos setores censitários em 2022 na Possibilidade 05 não afeta a população e a distribuição das edificações dos dois Estados. Logo, entende-se que essa possibilidade é a que a menos afetaria os Estados atualmente, em termos populacionais e de edificações”. O Exército ainda destaca que “Essa possibilidade de divisa reflete a ocupação humana das áreas de litígio, com a criação das respectivas infraestruturas governamentais de assistência à população” – (citação entre aspas retirada da página 310 do laudo técnico).

### Situação atual no STF
A ação está sob relatoria da ministra Cármen Lúcia, mas ainda não há um prazo definido para ocorrer o julgamento no STF.

## Populações envolvidas
A população estimada da área de litígio é de cerca de 25 mil pessoas. Uma pesquisa realizada na área de litígio constatou que 87,5% desta população tem sentimento de pertencimento vinculado ao Estado do Ceará e 12,5% ao Estado do Piauí.
A pesquisa socioeconômica sobre o litígio territorial entre Ceará e Piauí revelou que a identidade cultural e o sentimento de pertencimento da população desempenham um papel crucial na disputa. Os moradores da região em litígio demonstram uma forte ligação histórica e cultural com o estado do Ceará, evidenciada pelo fato de que a maioria nasceu no estado, tem mais de 50 anos e reside na área há décadas.
O estudo também apontou que a grande maioria da população deseja permanecer sob a jurisdição do Ceará, destacando razões como pertencimento cultural, acesso a serviços públicos, ancestralidade e vínculos familiares. Diante desses achados, a pesquisa reforça a necessidade de considerar a opinião da população na resolução do litígio, garantindo que qualquer decisão futura respeite os interesses e os direitos dos moradores da região disputada.
Por sua vez, o relatório da perícia do Exército identificou que o Ceará exerce maior participação administrativa, infraestrutura e presença populacional nas Áreas de Litígio. O levantamento detalha a distribuição de equipamentos públicos em diversas áreas, como saúde e educação, evidenciando a presença de ambos os estados.
No setor educacional, as Áreas de Litígio somam 63 edificações de ensino, das quais 43 pertencem ao Ceará, correspondendo a 68,45% do total. Na área da saúde, foram mapeadas 12 unidades, sendo que nove (75%) estão sob gestão cearense. Além disso, o Ceará detém 182 dos 269 depósitos de abastecimento de água, representando 67,66% do total. O Exército define esses depósitos como estruturas, subterrâneas ou de superfície, destinadas ao armazenamento de água para consumo humano, animal ou industrial.
Em relação aos meios físicos de transmissão e distribuição de energia elétrica, o Ceará administra 75,16% dos trechos de rede elétrica, totalizando 762.809,85 metros em um universo de 1.014.948,53 metros. O relatório também aponta que 94% das rodovias estaduais na área analisada pertencem ao Ceará. O documento do Exército conclui que "os equipamentos instalados, tanto nas Áreas de Litígio quanto nas Regiões Complementares, são assistidos, em sua maioria, pelo Estado do Ceará".